# Premis de l'Acadèmia de Música Country
Els Premis de l'Acadèmia de Música Country són uns premis entregats per l'Acadèmia de Música Country als Estats Units. La primera edició va celebrar-se l'any 1966, i van ser els primers premis de la música country atorgats per una organització principal. Els premis van ser televisats per primera vegada l'any 1972 a ABC. A partir de 1979, la cadena televisiva responsable dels premis seria NBC, i després CBS a partir de 1998. A partir de 2022, Amazon Prime Video n'és l'encarregat.
Els Premis de l'Acadèmia de Música Country de 2021 van celebrar-se el 7 de març de 2022 a l'Allegiant Stadium, a Las Vegas. Els Premis de l'Acadèmia de Música Country de 2022 se celebraran l'11 de maig de 2023 al Ford Center a Frisco, Texas.

## Premis
Els premis entregats són els següents, essent el d'Artista de l'Any el més prestigiós:
- Premi a l'Artista de l'Any de l'Acadèmia de Música Country.
- Premi a l'Àlbum de l'Any de l'Acadèmia de Música Country.
- Premi a l'Artista Femenina de l'Any de l'Acadèmia de Música Country.
- Premi a l'Artista Masculí de l'Any de l'Acadèmia de Música Country.
- Premi al Grup de l'Any de l'Acadèmia de Música Country.
- Premi al Duo de l'Any de l'Acadèmia de Música Country.
- Premi al Senzill de l'Any de l'Acadèmia de Música Country.
- Premi a la Cançó de l'Any de l'Acadèmia de Música Country.
- Premi a l'Artista Femenina Novella de l'Any de l'Acadèmia de Música Country.
- Premi a l'Artista Masculí Novell de l'Any de l'Acadèmia de Música Country.
- Premi al Duo o Grup Novell de l'Any de l'Acadèmia de Música Country.
- Premi a l'Esdeveniment Musical de l'Any de l'Acadèmia de Música Country.
- Premi al Compositor de l'Any de l'Acadèmia de Música Country.